# Three Pianos for Jimi
Three Pianos for Jimi ist ein Jazzalbum von Geri Allen mit Mark und Scott Batson, den Batson Brothers. Die 1997 entstandenen Aufnahmen erschienen 1998 (unter dem Gruppennamen Triad) bzw. in überarbeiteter Form 2006 auf Alan Douglas’ Label Douglas Music.

## Hintergrund
Triad war ein Trioprojekt, bestehend aus Geri Allen und den Brüdern Mark und Scott Batson, das sich mit der Musik von Jimi Hendrix auseinandersetzte. Allen spielte die eher weniger bekannten Kompositionen von Hendrix mit den Pianisten Mark und Scott Batson, zwei klassisch ausgebildeten Musikern, die Allen als Pädagogin betreut hat.
Anlässlich eines Tributkonzerts an Jimi Hendrix in der Town Hall, das Craig Street 1988 für Not Just Jazz produziert hatte, traten Mark und Scott Batson erstmals in New York auf und interpretierten dort zwei Hendrix-Titel, die Allen für zwei Klaviere arrangiert hatte. Street und Douglas diskutierten anschließend länger über deren Beitrag, bevor Douglas das Album initiierte. Als das Album  veröffentlicht wurde, traten die Brüder Batson mit Geri Allen als Pianotrio Triad in der Knitting Factory auf und stellten eine Stunde lang Stücke von Hendrix vor.
Die drei Musiker interpretierten Titel aus dem Repertoire des Gitarristen, wie „Message to Love“, „Manic Depression“, „1983... (A Merman I Should Turn to Be)“, „Little Wing“, „Land of the New Rising Sun“ (das Allen solo spielt), „The Wind Cries Mary“, „Love or Confusion“ und „Cherokee Mist“. „Manic Repression“ wird von den Batsons im Duett gespielt, „New Rising Sun“ ist eine Solo-Improvisation von Geri Allen.
Mark Batson war von 2003 bis 2018 als Mitarbeiter des Produzenten und Rappers Dr. Dre tätig.

## Titelliste
- Geri Allen, The Batson Brothers: Three Pianos for Jimi (Douglas – ADC14, AD-11)[4]

1. Message to Love 	2:12
2. The Wind Cries Mary 	3:57
3. Manic Depression 	4:41
4. Cherokee Mist 	11:21
5. 1983 (A Merman I Shall Be) 	12:07
6. Love or Confusion 	5:18
7. Little Wing 	4:09
8. Land of the New Rising Sun 	7:01

Alle Kompositionen stammen von Jimi Hendrix. Die Neuausgabe von 2006 wurde um „Little Wing“ gekürzt.

## Rezeption
Michael G. Nastos verlieh dem Album in Allmusic vier Sterne und schrieb, diese drei akustischen Pianisten führten die bekannten Themen von Hendrix in eine neue Musik, die die Fans vielleicht verblüffen werde, aber wenn man sie genau anhöre, werde man sie als legitime Erweiterungen der Originalwerke verstehen. Die Musik von Triad entferne sich aus der typischen Jazz-Rock-Fusion-Haltung und bringe diese multielementalen Begriffe in eine improvisierte Kammermusiksphäre. Einige der Stücke, wie die frei interpretierte und Bop-orientierte „Message to Love“ mit sechs Fäusten und beim Duett der Batsons über „Manic Depression“ sei das Hendrix-Original kaum zu erkennen. Diese Musik wird nicht für jeden Fan des elektrischen Sechs-Saiten-Genies sein, so das Resümée des Autors, sollte aber bei einer Vielzahl von Musikhörern einen Akkord schlagen, wie es bei den wachsenden Einflüssen der Fall war, von denen Jimi Hendrix geleitet wurde.
Nach Ansicht von John Fordham (Guardian) könne jeder, der einen akustischen Jazzpianisten brauche, um die Arbeit von Jimi Hendrix zu interpretieren, viel schlimmeres tun, als Geri Allen zu fragen, eine der wenigen Pianisten, die jemals eine Bühne mit Ornette Coleman, dem harmonieverzerrenden Hendrix-Äquivalent des Jazz, geteilt haben. Dies sei ein einfallsreiches zeitgenössisches Set, das abseits der ausgetretenen Pfade liege.
Greg Tate bezeichnete das Album in einem Kurzporträt über die Pianistin in Vibe 1998 als Geri Allens bislang riskantestes Projekt, für das sie auch alle Arrangements geschrieben hatte.